# ألما سيدلر
ألما سيدلر (بالألمانية: Alma Seidler)‏ (و. 1899 – 1977 م) هي ممثلة مسرحية، وممثلة أفلام نمساوية، توفيت في فيينا، عن عمر يناهز 78 عاماً.

## جوائز
حصلت على جوائز منها:
- ميدالية كاينز  [لغات أخرى]‏
- ميدالية الشرف الفضية العظمى للخدمات المقدمة لجمهورية النمسا.

## وصلات خارجية
- ألما سيدلر على موقع IMDb (الإنجليزية)
- ألما سيدلر على موقع أول موفي (الإنجليزية)
- ألما سيدلر على موقع قاعدة بيانات الأفلام السويدية (السويدية)
- ألما سيدلر على موقع قاعدة بيانات الفيلم (الإنجليزية)